# Anthurium barrieri
Anthurium barrieri är en kallaväxtart som beskrevs av Croat, Scherber. och G.Ferry. Anthurium barrieri ingår i släktet Anthurium och familjen kallaväxter. Inga underarter finns listade.